# Bundesstraße 25
Die Bundesstraße 25 (Abkürzung: B 25) in Deutschland führt von der Anschlussstelle Feuchtwangen-Nord der A 6 nach Donauwörth und mündet dort in die B 2.

## Verlauf
Feuchtwangen-Nord (A 6) – Feuchtwangen – Schopfloch – Dinkelsbühl – Wilburgstetten – Fremdingen – Marktoffingen – Wallerstein – Nördlingen (B 29, B 466) – Möttingen – Harburg (Schwaben) – Donauwörth (B 2)

### Gebietskörperschaften
Die Gebietskörperschaften sind:
- Bayern
  - Regierungsbezirk Mittelfranken
    - Landkreis Ansbach

  - Regierungsbezirk Schwaben
    - Landkreis Donau-Ries

### ÜberquerteGewässer
- Mühlgraben und Krobshauser Graben südlich von Dorfgütingen, einem Ortsteil von Feuchtwangen
- Bieberbach bei Banzenweiler, einem Ortsteil von Feuchtwangen
- Ransbach bei Unterransbach, einem Ortsteil von Feuchtwangen
- Dettenbach bei Feuchtwangen
- Heiligenschlaggraben bei Deuenbach, einem Ortsteil von Schopfloch
- Fröschlach südlich von Lehengütingen, einem Ortsteil von Schopfloch
- Hellenbach bei Hellenbach, einem Ortsteil von Dinkelsbühl
- Lohwassergraben bei Maulmacher, einem Ortsteil von Dinkelsbühl
- Mutschachgraben bei Unsinnige Mühle, einem Ortsteil von Dinkelsbühl
- Ölgraben bei Lohmühle, einem Ortsteil von Dinkelsbühl
- Lohgraben bei Freundstal, einem Ortsteil von Dinkelsbühl
- Almosenbächlein bei Knittelsbach, einem Ortsteil von Wilburgstetten
- Ganswiesbach bei Walkmühle, einem Ortsteil von Wilburgstetten
- Wörnitz bei Wilburgstetten
- Rotach in Wilburgstetten
- Hasselbach südlich von Greiselbach, einem Ortsteil von Wilburgstetten
- Mauchgraben bei Fremdingen
- Rohrbach südlich von Fremdingen
- Arenbach bei Wengenhausen, einem Ortsteil von Marktoffingen
- Steinbach bzw. Birkhauser Graben bei Fischmühle, einem Ortsteil von Wallerstein
- Goldbachgraben in Ehringen, einem Ortsteil von Wallerstein
- Goldbach und Eger  nördlich von Nördlingen
- Steppachgraben südöstlich von Nördlingen
- Riedgraben bei Grosselfingen, einem Ortsteil von Nördlingen
- Forellenbach in Möttingen
- Bautenbach, Walsgraben und Großsorheimer Bach bei Möttingen
- Wörnitz in Ebermergen
- Ellerbach bei Ebermergen

### Frühere Strecken und Bezeichnungen
Die Teilstrecke von Uffenheim (B 13) über Reichelshofen (B 470), Rothenburg ob der Tauber, Insingen und Wörnitz (A 7) bis zur Anschlussstelle Feuchtwangen-Nord der A 6 wurde aufgrund der gesunkenen überörtlichen Bedeutung und der parallel verlaufenden Autobahn A 7 zu einer Staatsstraße (St 2419) abgestuft.

### Ausbau
Der Abschnitt zwischen Donauwörth und Nördlingen ist für den dreistreifigen Ausbau vorgesehen, davon ist das ausgebaute Teilstück zwischen Harburg (Schwaben) und Möttingen seit dem Jahr 2007 fertiggestellt. Die Strecke zwischen dem Berger Kreuz (Donauwörth-Nord) und der Brücke der Bahnstrecke Donauwörth–Treuchtlingen bei Ebermergen wurde vierstreifig ausgebaut und ist seit Dezember 2009 fertiggestellt. Im Juli 2012 wurde der nun dreistreifig ausgebaute Abschnitt zwischen Ebermergen und der Brücke der Bahnstrecke Nürnberg–Augsburg, der sich seit März 2012 im Bau befand für den Verkehr freigegeben.
Im Zeitraum von Mitte Juni bis Mitte November 2012 wurde der vorerst letzte Ausbau der B 25 abgeschlossen. Hierbei wurde die Straße zwischen Harburg und Donauwörth dreistreifig mit wechselseitigen Überholmöglichkeiten ausgebaut.
Am 3. Juni 2013 fand der „erste Spatenstich“ zur Umfahrung Wallerstein/Ehringen statt. Die Freigabe der dreistreifig ausgebauten Strecke erfolgte am 13. September 2014.
Die Umfahrung von Nördlingen ist seit Oktober 2007 vollständig fertiggestellt. Nachdem das erste Teilstück zwischen Nördlingen-Süd (B 25 nach Donauwörth) und Nördlingen-Ost (B 466 nach Gunzenhausen) bereits 2004 dem Verkehr übergeben wurde, folgte der zweite Teilabschnitt zwischen Nördlingen-Ost und Nördlingen-Nord (B 25 nach Dinkelsbühl). Dieser wurde im Oktober 2007 für den Verkehr freigegeben. Die bisher durch das Stadtgebiet von Nördlingen führende B 25 wurde auf die Umfahrung verlegt und die alte Trasse abgestuft.
Im Jahre 2014 erfolgte die Eröffnung der Umgehung von Wallerstein, die Ortsumgehung von Fremdingen wurde 2017 fertiggestellt.
Weitere Ausbauten südlich von Wilburgstetten sowie eine Umfahrung von Greiselbach wurden 2021 fertiggestellt.  Bei Möttingen ist ein dreistreifiger Ausbau geplant, wobei der Ort südlich umfahren werden soll. Darüber hinaus sollen Dinkelsbühl und Lehengütingen eine zweistreifige Ostumfahrung erhalten. Beide Projekte sind im Bundesverkehrswegeplan 2030 als vordringlicher Bedarf eingestuft.
In der weiteren Ausbaustufe, deren Einzelprojekte im Bundesverkehrswegeplan nur im weiteren Bedarf eingestuft sind, sollen die Ortskerne von Wengenhausen, Neustädtlein, Knittelsbach, Feuchtwangen und Dorfgütingen Umgehungen erhalten.

### Besonderheiten
In Höhe von Harburg (Schwaben) führt die B 25 durch einen Tunnel unter der historischen Burg Harburg hindurch (als Umgehung für den Ortskern; die historische B 25 lief auf Nördlinger Straße, Marktplatz und Donauwörther Straße).
Zwischen Wilburgstetten und Feuchtwangen war die B 25 seit August 2006 nachts von 22 bis 6 Uhr für den LKW-Fernverkehr gesperrt, um dadurch dem massiven Mautausweichverkehr auf der Strecke zu begegnen. Die Sperrung wurde im Dezember 2006 vom Bayerischen Verwaltungsgerichtshof für unzulässig erklärt und deshalb wieder aufgehoben. Insbesondere die Große Kreisstadt Dinkelsbühl erwägt andere Möglichkeiten zur Verminderung des LKW-Durchgangsverkehrs auf der B 25 durch das Stadtgebiet. Nach Zählungen des SPD-Ortsvereins Dinkelsbühl im Juli 2007 verkehren innerhalb von 24 Stunden mehr als 2100 LKWs auf der B 25.
Durch das vorangegangene Scheitern des Nachtfahrverbots für LKW wird die Strecke nun vom 2. Januar 2009 bis 31. März 2010 rund um die Uhr für den LKW-Mautausweichverkehr gesperrt sein. Auf Antrag können anliegende Firmen eine Durchfahrtsgenehmigung erhalten.

## Tourismus

### Städte
Entlang der B 25 liegen die touristisch bedeutenden Städte
- Feuchtwangen,
- Dinkelsbühl,
- Nördlingen im Nördlinger Ries und
- Donauwörth.

Weitere sehenswerte Orte von Nord nach Süd sind:
- Schopfloch
- Wallerstein
- Harburg (Schwaben)

### Ferienstraße
Bis September 2012 bildete die B 25 auf ihrem gesamten Streckenverlauf die Romantische Straße. Seitdem verlässt die Romantische Straße die B 25 in Nördlingen.